# 长梗沟瓣
长梗沟瓣（学名：Glyptopetalum longipedicellatum）为卫矛科沟瓣属下的一个种。

## 扩展阅读
- 維基物種上的相關：长梗沟瓣